# Giulio di Alessandro de' Medici
Giulio de' Medici (Prato, 1532 – Pisa, 25 marzo 1598) è stato un ambasciatore e ammiraglio italiano, figlio illegittimo di Alessandro de' Medici e di Taddea Malaspina.

## Biografia
Nacque intorno al 1532 da Taddea Malaspina, amante del padre, che gli diede anche una figlia, Giulia. Il padre, il duca Alessandro de' Medici, morì nel 1537 quando egli era appena un bambino e fu affidato alle cure di Alessandro Vitelli e del cardinale Innocenzo Cybo, venendo escluso da qualsiasi ipotesi di successione in favore di Cosimo I de' Medici, che all'epoca aveva diciassette anni. Vi erano dei pregiudizi troppo forti su Giulio infatti: figlio illegittimo di un figlio illegittimo, quale Alessandro, troppo piccolo (si sarebbe comunque aperto il problema della reggenza) e dopo la pessima condotta politica del padre si preferì cercare qualcuno altrove a succedergli come duca di Firenze.
Dopo aver scoperto che i tutori allevavano Giulio come futuro pretendente al Ducato fiorentino, Cosimo decise di prendere sotto la sua diretta protezione il fanciullo, tenendo sempre sott'occhio questo scomodo, lontano cugino, almeno fin quando non ottenne dall'imperatore Carlo V la dichiarazione di esclusione di tutti gli altri rami della famiglia Medici, come borghesi o non capaci, comprendendo anche tutti i rami per via femminile.
Quando fu chiaro che il giovane Giulio riconosceva l'autorità di Cosimo, egli lo nominò primo cavaliere dell'Ordine di Santo Stefano (dal 30 marzo 1562), fondato dal granduca per combattere i pirati e i Mori nel mar Mediterraneo. In qualità di primo  Ammiraglio comandante la flotta dell'Ordine (dal 1563 al 1566), venne inviato ad aiutare i Cavalieri Ospitalieri durante l'Assedio di Malta (1565).
Ricoprì anche il ruolo di ambasciatore: a Mantova nel 1565, a Roma nel 1571, quando accompagnò Cosimo all'incoronazione come granduca, e di nuovo nel 1573.
Si sposò con Angelica Malaspina ed ebbe una figlia, Caterina (m. 1634), monaca benedettina nel monastero delle Murate di Firenze.
Ebbe inoltre due figli illegittimi: Cosimo, a sua volta Cavaliere di Santo Stefano, e Giuliano. Fu sepolto nella chiesa di San Frediano a Pisa, che apparteneva ai cavalieri.

## Ascendenza
|                               |                     |                              | Genitori                           |  |  | Nonni |  |  | Bisnonni            |  |  | Trisnonni        |  |
|                               |                     |                              |                                    |  |  |       |  |  | Giuliano de' Medici |  |  | Piero de' Medici |  |
|                               |                     |                              |                                    |  |  |       |  |  | Giuliano de' Medici |  |  | Piero de' Medici |  |
|                               |                     | Lucrezia Tornabuoni          |                                    |  |  |       |  |  | Giuliano de' Medici |  |  |                  |  |
| Papa Clemente VII             |                     |                              |                                    |  |  |       |  |  | Giuliano de' Medici |  |  |                  |  |
|                               |                     | Fioretta Gorini              | Antonio Gorini                     |  |  |       |  |  |                     |  |  |                  |  |
|                               |                     | Fioretta Gorini              | Antonio Gorini                     |  |  |       |  |  |                     |  |  |                  |  |
|                               |                     | Fioretta Gorini              | …                                  |  |  |       |  |  |                     |  |  |                  |  |
| Alessandro de' Medici         |                     | Fioretta Gorini              |                                    |  |  |       |  |  |                     |  |  |                  |  |
|                               |                     | …                            | …                                  |  |  |       |  |  |                     |  |  |                  |  |
|                               |                     | …                            | …                                  |  |  |       |  |  |                     |  |  |                  |  |
|                               |                     | …                            | …                                  |  |  |       |  |  |                     |  |  |                  |  |
| Simonetta da Collevecchio     |                     | …                            |                                    |  |  |       |  |  |                     |  |  |                  |  |
|                               |                     | …                            | …                                  |  |  |       |  |  |                     |  |  |                  |  |
|                               |                     | …                            | …                                  |  |  |       |  |  |                     |  |  |                  |  |
|                               |                     | …                            | …                                  |  |  |       |  |  |                     |  |  |                  |  |
| Giulio de' Medici             |                     | …                            |                                    |  |  |       |  |  |                     |  |  |                  |  |
|                               | Giacomo I Malaspina | Antonio Alberico I Malaspina |                                    |  |  |       |  |  |                     |  |  |                  |  |
|                               | Giacomo I Malaspina | Antonio Alberico I Malaspina |                                    |  |  |       |  |  |                     |  |  |                  |  |
|                               | Giacomo I Malaspina | Giovanna Malaspina           |                                    |  |  |       |  |  |                     |  |  |                  |  |
| Antonio Alberico II Malaspina | Giacomo I Malaspina |                              |                                    |  |  |       |  |  |                     |  |  |                  |  |
|                               |                     | Taddea Pico della Mirandola  | Francesco III Pico della Mirandola |  |  |       |  |  |                     |  |  |                  |  |
|                               |                     | Taddea Pico della Mirandola  | Francesco III Pico della Mirandola |  |  |       |  |  |                     |  |  |                  |  |
|                               |                     | Taddea Pico della Mirandola  | Pietra Pio                         |  |  |       |  |  |                     |  |  |                  |  |
| Taddea Malaspina              |                     | Taddea Pico della Mirandola  |                                    |  |  |       |  |  |                     |  |  |                  |  |
|                               |                     | Sigismondo d'Este            | Niccolò III d'Este                 |  |  |       |  |  |                     |  |  |                  |  |
|                               |                     | Sigismondo d'Este            | Niccolò III d'Este                 |  |  |       |  |  |                     |  |  |                  |  |
|                               |                     | Sigismondo d'Este            | Ricciarda di Saluzzo               |  |  |       |  |  |                     |  |  |                  |  |
| Lucrezia d'Este               |                     | Sigismondo d'Este            |                                    |  |  |       |  |  |                     |  |  |                  |  |
|                               |                     | Pizzocara                    | …                                  |  |  |       |  |  |                     |  |  |                  |  |
|                               |                     | Pizzocara                    | …                                  |  |  |       |  |  |                     |  |  |                  |  |
|                               |                     | Pizzocara                    | …                                  |  |  |       |  |  |                     |  |  |                  |  |
|                               |                     | Pizzocara                    |                                    |  |  |       |  |  |                     |  |  |                  |  |